# Kułunda
Kułunda (ros. Кулунда) – wieś na terenie wchodzącego w skład Rosji syberyjskiego Kraju Ałtajskiego.
Miejscowość położona jest w odległości ok. 343 km od stolicy kraju – miasta Barnauł, liczy ok. 15,5 tys. mieszkańców (2003) i jest ośrodkiem administracyjnym rejonu kułundińskiego.